# Centaurea castellanoides
Centaurea castellanoides — вид квіткових рослин айстрових (Asteraceae). Ендемік Іспанії.

## Середовище
Росте у чагарниках, на вапняних ґрунтах.

## Морфологічна характеристика
Багаторічник. Стебла 25–40 см, прямовисні, гіллясті від основи або у верхній половині. Нижні листки від перистороздільних до перисторозсічених, біло-павутинчасті або майже голі; верхні лінійні, як правило, цільні. Квіткові голови поодинокі чи парами. Приквітки запушені. Квітки рожеві; крайні стерильні; внутрішні двостатеві. Сім'янки 3–4 × 1,5 мм, яйцеподібні, злегка запушені, темні; чубчик 1–1,5 мм, білий.